# ミカル・ラスコ
ミカル・ラスコ（Michal Lasko, 1981年3月11日 - ）は、イタリアの元男子バレーボール選手。ヴロツワフ出身。ポジションはオポジット。元イタリア代表。

## 来歴
父レフ・ワスコは、1976年モントリオールオリンピック金メダリストの元ポーランド代表のバレーボール選手。ポーランドから帰化し、イタリア国籍を取得した。
2002年、イタリア代表に選出され、通算16試合に出場。2004年アテネオリンピック後、代表から退いたアンドレア・サルトレッティの後継者と目され、202cmの大型サウスポーのオポジットとして期待されたが、アレッサンドロ・フェイのセンターからオポジットへのコンバートにより、ポジションの座を追われた。北京オリンピック後のナショナルチーム再編で代表に再招集された。
所属クラブでは、セリエA・シスレー・トレヴィーゾ在籍時の2001年にリーグ優勝、2000年のコッパ・イタリアとイタリア・スーパーカップ優勝を経験した。
2012年8月のロンドンオリンピックでは、銅メダルを獲得した。

## 球歴
ナショナルチーム代表歴
- オリンピック - 2012年（銅メダル）
- 世界選手権 - 2006年（5位）
- ワールドグランドチャンピオンズカップ - 2005年（銅メダル）
- ワールドリーグ - 2005年（7位）
- 欧州選手権 - 2005年（金メダル）

クラブチーム優勝歴
- セリエA1 - 2001年
- セリエA2 - 2004年
- コッパ・イタリア - 2000年
- イタリア・スーパーカップ - 2000年

## 所属クラブ
- シスレー・トレヴィーゾ （1999-2001年）
- ブル・バレー・ヴェローナ （2001-2005年）
- カッリポ・ヴィボ・ヴァレンツィア （2005-2006年）
- ピエモンテ・バレー （2006-2008年）
- ブル・バレー・ヴェローナ （2008-2011年）
- Jastrzębski Węgiel（2011-2015年）
- 四川男排（2015-2016年）
- CIS Reti TLC Hydra Latina（2016年）
- ウラル・ウファ（2016-2017年）
- Roma Volley（2018-2019年）